# By the Light of the Northern Star
By the Light of the Northern Star är det färöiska viking metal/folk metal-bandet Týrs femte studioalbum. Albumet utgavs maj 2009 av skivbolaget Napalm Records. En digipak-utgåva med två bonusspår gavs ut i begränsad upplaga.

## Låtlista
1. "Hold the Heathen Hammer High" – 4:50
2. "Tróndur í Gøtu" – 4:01
3. "Into the Storm" – 5:04
4. "Northern Gate" – 4:42
5. "Turið Torkilsdóttir" – 4:18
6. "By the Sword in My Hand" – 4:48
7. "Ride" – 4:59
8. "Hear the Heathen Call" – 4:40
9. "By the Light of the Northern Star" – 5:55

Bonusspår
1. "The Northern Lights" (instrumental) – 1:48
2. "Anthem" (instrumental) – 1:36

- Text: Heri Joensen (spår 1–4, 6–9), Trad. (spår 2, 3)
- Musik: Heri Joensen (spår 1, 3, 4, 7–10), Petur Alberg (spår 11), Trad. (spår 2, 3, 4–10)

## Medverkande
Musiker (Týr-medlemmar)
- Heri Joensen – gitarr, sång
- Gunnar Thomsen – basgitarr
- Kári Streymoy – trummor
- Terji Skibenæs – gitarr

Andra medverkande
- Kári Streymoy – producent
- Heri Joensen – producent
- Jacob Hansen –  ljudtekniker, ljudmix
- Kristoffur Mørkøre – ljudtekniker
- Mika Jussila – mastering
- Gyula Havancsák – omslagskonst